# 李ソジョン (記者)
イ・ソジョン（朝鮮語: 이소정、1976年 5月28日 - ）は、大韓民国の記者。韓国放送公社 (KBS) 所属。

## 経歴
韓国外国語大学校西洋語大学スペイン語科卒業後、2003年10月に31期公開採用記者としてKBSに入社。社会部・経済部・探査制作部などを経た。KBS2『モーニングニュースタイム』、KBS1『メディアインサイド』などの番組で司会を務めた。全世界のメディアでサパティスタ民族解放軍を最初に単独取材し、2006年の「今年のここ賞」を受賞した。三・一運動100周年特集『朝鮮学校-在日同胞民族教育70年』で2019年韓国放送大賞の作品賞を受賞した。現在は『KBSニュース9』の平日アンカーを担当している。